# Lady Windermere's Fan
Lady Windermere's Fan er en britisk stumfilm fra 1916 af Fred Paul.

## Medvirkende
- Milton Rosmer som Lord Windermere.
- Netta Westcott som Lady Windermere.
- Nigel Playfair som Lord Augustus Lorton.
- Irene Rooke som Mrs. Erlynne.
- Arthur Wontner som Lord Darlington.